# Texocotitán
Texocotitán är en ort i Mexiko.   Den ligger i kommunen Cuautempan och delstaten Puebla, i den sydöstra delen av landet, 150 km öster om huvudstaden Mexico City. Texocotitán ligger 1 773 meter över havet och antalet invånare är 111.
Terrängen runt Texocotitán är bergig österut, men västerut är den kuperad. Terrängen runt Texocotitán sluttar norrut. Runt Texocotitán är det ganska tätbefolkat, med 70 invånare per kvadratkilometer. Närmaste större samhälle är Zacatlán, 18,8 km väster om Texocotitán. I omgivningarna runt Texocotitán växer i huvudsak blandskog.